# Далем, Франц
Франц Да́лем (нем. Franz Dahlem; 14 января 1892, Рорбаш-ле-Бич — 17 декабря 1981, Восточный Берлин) — немецкий политик-коммунист, член Политбюро ЦК СЕПГ. Дважды Герой труда ГДР (1952, 1972).

## Биография
Далем получил образование в области экспортной торговли в Саарбрюккене. В 1914—1918 годах служил солдатом в Первую мировую войну. Активно участвовал в движении католической молодёжи, в 1913 году вступил в Социал-демократическую партию Германии, затем в 1917 году в Независимую социал-демократическую партию Германии. В 1919—1921 годах Далем работал редактором в партийной газете «Социалистическая республика» и был депутатом городского собрания Кёльна. В 1919 году женился на Кете Вебер.
С 1920 года Далем состоял в Объединённой коммунистической партии Германии и занимал различные должности в центральном комитете партии. С начала ноября 1930 по июль 1932 года Далем руководил Революционной профсоюзной оппозицией. В 1921—1924 годах Далем избирался депутатом прусского ландтага, в 1928—1933 годах был депутатом рейхстага. 7 февраля 1933 года Франц Далем принимал участие в нелегальном заседании ЦК КПГ.
В 1933 году Далем эмигрировал в Париж и получил французское гражданство. Являлся одним из подписантов антифашистского «Воззвания к немецкому народу». В последующие годы находился на нелегальной работе в Берлине и Праге. В 1935 году Далем принял участие в Брюссельской конференции КПГ. В 1936 году Далема лишили германского гражданства. В 1937—1939 годах Далем руководил Центральной политической комиссией интербригад в Испании.
В 1933—1943 годах Далем являлся кандидатом в члены Исполкома Коммунистического интернационала, до 1939 года входил в руководство КПГ в Париже, позже сменив Вальтера Ульбрихта на посту председателя ЦК. В 1939—1942 годах Далем был интернирован во Франции, помещён в лагерь, затем в тюрьму и передан гестапо. До 1945 года содержался в концентрационном лагере Маутхаузен.
После войны Далем был избран депутатом Народной палаты ГДР и входил в состав ЦК и Политбюро ЦК СЕПГ, заведуя отделом кадров и организации и партийным просвещением. В должности заместителя председателя особой комиссии по созданию сил обороны сыграл значительную роль в создании вооружённых сил ГДР.
В СЕПГ Далем считался соперником Вальтера Ульбрихта. В 1953 году в связи с процессом над Рудольфом Сланским в Праге Центральная партийная контрольная комиссия провела проверку контактов Далема с американским дипломатом Ноэлем Филдом. По результатам проверки Далем как «сионист» был исключён из ЦК СЕПГ, освобождён от всех партийных и государственных должностей и арестован за «политическую слепоту в отношении агентов империализма». Однако уже готовившийся показательный процесс над Далемом и Паулем Меркером не состоялся, после смерти Сталина все обвинения в отношении Далема как агента сионизма были сняты.
С 1955 года Франц Далем работал в министерстве высшего образования, в 1957 году был назначен заместителем министра. В том же году был принят в состав ЦК СЕПГ и Научно-исследовательского совета ГДР. В 1963 году Далем был вновь избран депутатом Народной палаты. С 1964 года Далем возглавлял Общество германо-французской дружбы и входил в состав президиума Комитета антифашистских борцов сопротивления.

## Сочинения
- Weg und Ziel des antifaschistischen Kampfes. Berlin 1952
- Am Vorabend des Zweiten Weltkrieges. Erinnerungen. 2. Bände. Berlin 1977
- Jugendjahre. Vom katholischen Arbeiterjungen zum proletarischen Revolutionär. Berlin 1982